# Sir Duke
«Sir Duke» — пісня, написана та виконана Стіві Вандером із його альбому Songs in the Key of Life 1976 року. Випущений як сингл у 1977 році, трек очолив чарти US Billboard Hot 100 і Black Singles і посів друге місце в чарті синглів Великобританії, його спільний найбільший хіт там на той час. Billboard поставив її на 18 місце пісні 1977 року.
Пісня була написана на честь Дюка Еллінгтона, впливової легенди джазу, який помер у 1974 році. У тексті також згадуються Каунт Бейсі, Гленн Міллер, Луї Армстронг і Елла Фіцджеральд.
Вандер перезаписав пісню для концертного альбому Natural Wonder 1995 року.

## Передумови
Вандер написав цю пісню як данину поваги Дюку Еллінгтону, джазовому композитору, лідеру групи та піаністу, який вплинув на нього як музиканта. Вандер уже пережив смерть двох своїх кумирів (Діни Вашингтон і Веса Монтгомері) після спроби співпрацювати з ними.
Після смерті Еллінгтона в 1974 році Вондер хотів написати пісню, в якій визнає музикантів, яких він вважав важливими. Пізніше він сказав: «Я знав назву з самого початку, але хотів, щоб вона була про музикантів, які зробили щось для мене. Тому що незабаром про них забувають. Я хотів висловити свою вдячність».
У пісні Вондер віддає данину поваги «деяким піонерам музики»: «Згадуються Бейсі, Міллер, Сатчмо та король усього, сер Дюк / І з голосом, схожим на Еллу, / Не було шансів, щоб гурт програв». 
Вондер записав інші триб’юти людям, якими він захоплювався, зокрема пісні 1980 року «Master Blaster», присвячену Бобу Марлі, та «Happy Birthday», яка благала про те, що згодом стане святом Дня Мартіна Лютера Кінга у Сполучених Штатах.

## Чарти та сертифікати
| Чарт (1977–78)                          | Пік position |
| --------------------------------------- | ------------ |
| Australia (Kent Music Report)           | 69           |
| Belgium                                 | 22           |
| Canada Top Singles (RPM)                | 1            |
| Germany                                 | 10           |
| Netherlands                             | 19           |
| New Zealand                             | 24           |
| Switzerland                             | 4            |
| Велика Британія (UK Singles Chart)      | 2            |
| США (Billboard Hot 100)                 | 1            |
| США (Hot R&B/Hip-Hop Songs) (Billboard) | 1            |
| US Billboard Adult Contemporary         | 3            |

| Чарт (1977)                       | Позиція |
| --------------------------------- | ------- |
| Canada                            | 11      |
| U.S. Billboard Hot 100            | 18      |
| U.S. Billboard Adult Contemporary | 43      |

| Регіон | Сертифікація | Продажі |
| --- | ------------ | ------- |
| Канада (Music Canada)                                                                                            | Золотий      | 75 000^ |
| Велика Британія (BPI)                                                                                            | Платиновий   | 600 000 |
| ^відвантаження, що базуються лише на сертифікаціях · продажі+прослуховування, що базуються лише на сертифікаціях |              |         |

## Персонал
- Спродюсував, написав, аранжував і звів Стіві Вандер
- Вокал, електропіаніно Fender Rhodes та перкусія Стіві Вандера
- Труби Реймонда Мальдонадо та Стіва Мадайо
- Барабани Реймонда Паундса
- Бас-гітара Натана Воттса
- Головна гітара Майкла Сембелло
- Ритм-гітара Бена Бріджеса
- Альт-саксофон Хенка Редда
- Тенор-саксофон Тревора Лоуренса